# SieMatic
SieMatic ist ein deutscher Küchenmöbelhersteller. Das Unternehmen wurde 1929 gegründet und hat seinen Sitz in Löhne. Es liefert seine Produkte in weltweit über 60 Länder. SieMatic zählt zu den bekanntesten deutschen Luxus-Marken. Von 1994 bis 2020 war Ulrich W. Siekmann geschäftsführender Gesellschafter des Unternehmens in dritter Generation. Seit Mitte 2020 gehört SieMatic vollständig zur chinesischen Nison Group.

## Geschichte

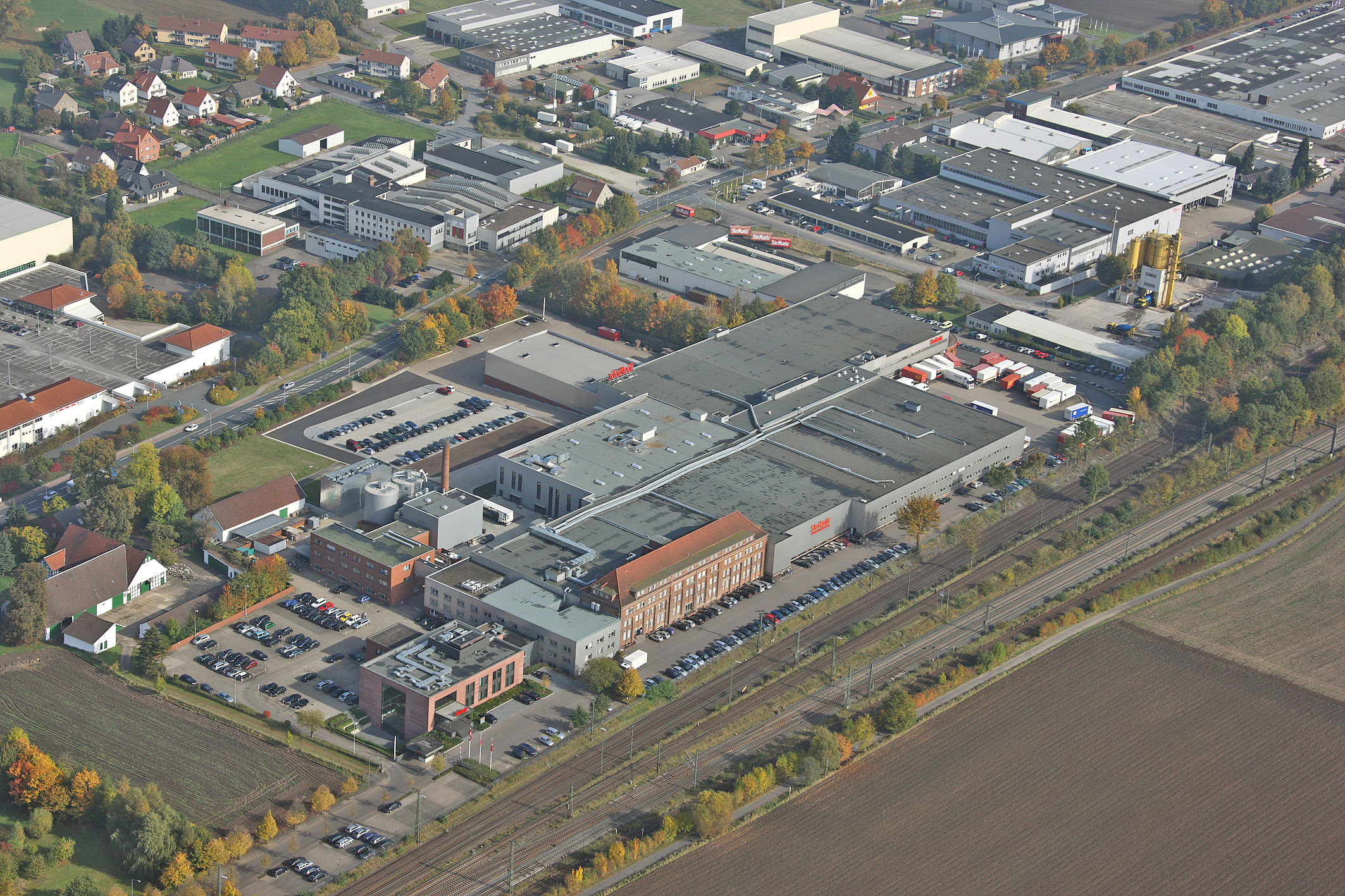
Luftbild des Firmengeländes in Löhne (2008)

In den 1920er Jahren errichtete August Siekmann († 1955) eine Fabrik zur Küchenmöbelherstellung auf einem Gelände der Köln-Mindener Bahn und er gründete im Jahr 1929 die August-Siekmann-Möbelwerke. Die ersten Küchen trugen die Namen „Erna“, „Hannelore“ und „Ruth“. Während des Zweiten Weltkriegs wurden große Teile des Geländes zerstört, jedoch konnte man bereits 1946 die Produktion von Küchen wieder aufnehmen. 1955 übernahm sein Sohn August-Wilhelm Siekmann († 29. August 2004) die Firmenleitung.
1960 stellte SieMatic die erste Küche mit integrierter Griffleiste vor. Außerdem verwendete man fortan SieMatic als Firma und Marke des gesamten Unternehmens. Anfang der 1970er Jahre wurden die Kapazitäten des Stammwerks in Löhne erheblich erweitert. Das Unternehmen erzielte erstmals über 100 Millionen Deutsche Mark Umsatz und gründete Tochtergesellschaften in anderen europäischen Ländern. 1979 trat SieMatic in den US-amerikanischen Markt ein und gründete dort eine Tochtergesellschaft.
Im Jahr 1994 übernahm Ulrich W. Siekmann die Geschäftsleitung des väterlichen Betriebs. In den 1990er Jahren zählte SieMatic zu den ersten Küchenmöbelherstellern, die mitteldichte Holzfaserplatten für ihre Produkte verwendeten. Nach der Jahrtausendwende gewannen vor allem die Innenausstattung von Küchen an Bedeutung: Zum Beispiel stellte man auf der imm cologne 2003 Küchenmöbel mit integriertem Multimedia-Schrank für Büroarbeiten vor. 2004 eröffnete SieMatic am Hauptsitz ein neues Ausstellungszentrum, das „August-Wilhelm-Siekmann-Forum“. Außerdem errichtete man in der Nähe ein neues Logistikzentrum. Seit einigen Jahren werden Holzspäne und Staub, die bei der Produktion in Löhne anfallen, gesammelt und für die Heizung des Unternehmens verbrannt. Insgesamt erstreckt sich das Betriebsgelände von SieMatic heute auf über 70.000 Quadratmeter.
Seit Oktober 2017 ist die chinesische Nison Group Mehrheitseigner des Unternehmens Siematic. Die beiden Familiengesellschafter Ulrich W. Siekmann und Kathrin André bleiben als Minderheitsgesellschafter an SieMatic beteiligt.
Im März 2020 zog sich die Gründerfamilie aus der Geschäftsführung des Unternehmens zurück und mit Wirkung zum August 2020 wurde das Unternehmen vollständig von der chinesischen Nison Group übernommen.

## Vertrieb

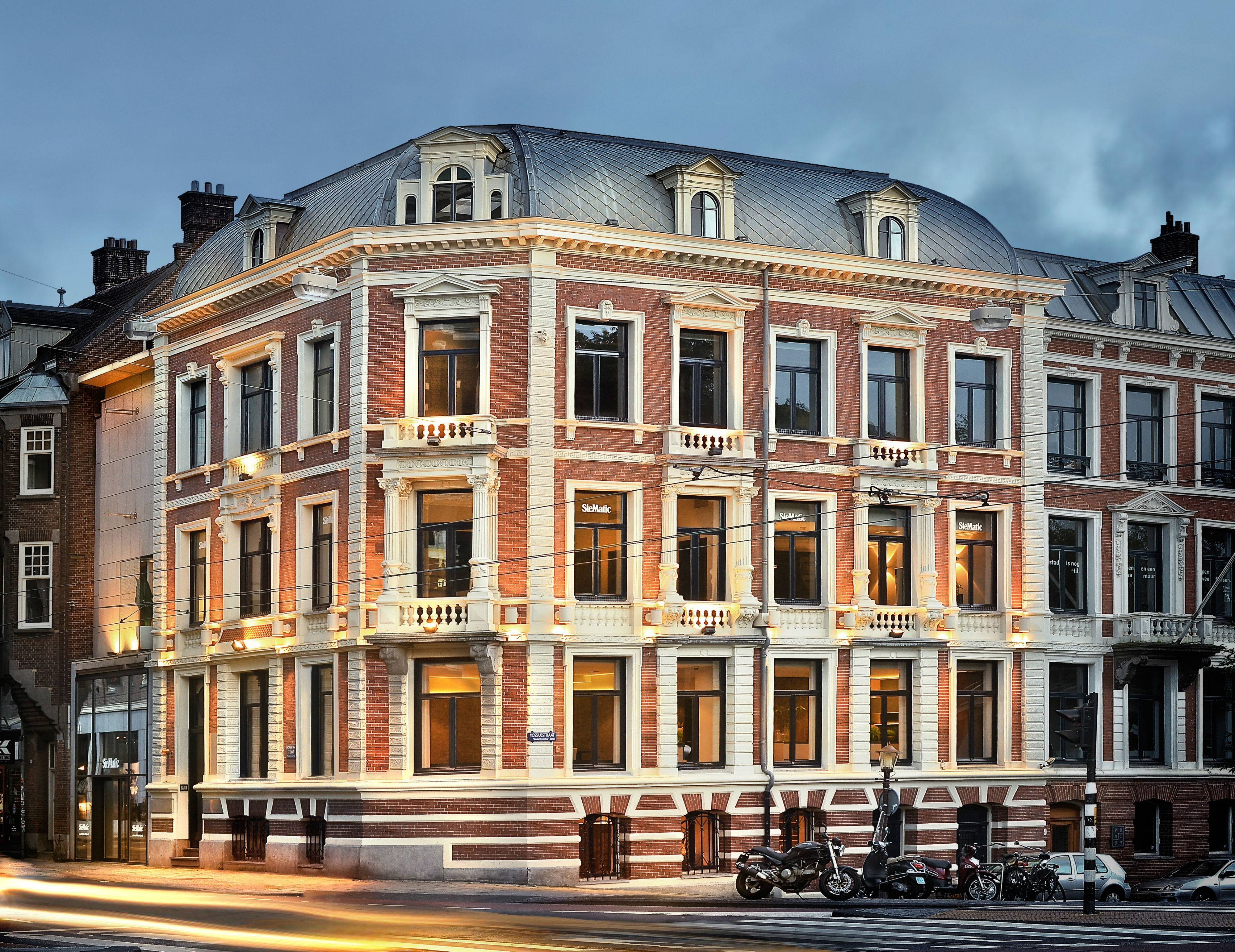
SieMatic am Vondelpark in Amsterdam (2014)

SieMatic vertreibt seine Produkte in erster Linie über Händler. Dazu kommen eigene Geschäfte etwa in Amsterdam, New York und Peking. Das Magazin „Kitchen and Bath Business“ zeichnete den Standort in Midtown Manhattan als „Showroom of the Year 2014“ aus. Neben dem Fachhandel ist SieMatic auch im Objektgeschäft tätig, zum Beispiel in den Ritz-Carlton Residences in Chicago.

## Trivia
- Zu den Kunden von SieMatic zählt beispielsweise Benedikt XVI.[15] Das Unternehmen lieferte eine sandfarbene SC15 mit Oberflächen aus Kunststoff und einer Arbeitsplatte aus Mosaik für den Apostolischen Palast.[16]
- Ferner stammen die Küchen in den Logen des Fußballstadions von Arminia Bielefeld von SieMatic.[17]

## Auszeichnungen
- 2016 „German Brand Award“ in Gold